# شتاينمور
شتاينمور (بالألمانية: Steinmaur) هي بلدية تقع في مقاطعة ديلسدورف الواقعة ضمن كانتون زيورخ في سويسرا. تبلغ مساحتها 9.39 كيلومتر مربع، ويقدر عدد سكانها بـ 3482 نسمة (حسب تعداد ديسمبر 2017).